# Câmp de viteze
În mecanica mediilor continue, în dinamica fluidelor viteza curgerii, iar în mecanica statistică viteza macroscopică, este un câmp vectorial folosit pentru a descrie matematic mișcarea unui continuum. Valoarea lungimii vectorului viteză a curgerii este un scalar, numit câmp de viteze (sau câmp de viteză). Atunci când câmpul este evaluat de-a lungul unei drepte se numește profil de viteză.

## Definiție
Viteza curgerii u a unui fluid este un câmp vectorial
{\displaystyle \mathbf {u} =\mathbf {u} (\mathbf {x} ,t),}
care dă viteza unui element de fluid într-o poziție {\displaystyle \mathbf {x} } la momentul de timp {\displaystyle t.}
Valoarea vitezei curgerii q este lungimea vectorului viteza curgerii
{\displaystyle q=\|\mathbf {u} \|}
și este un câmp scalar.

## Utilizări
Viteza de curgere a unui fluid descrie complet mișcarea unui fluid. Multe proprietăți fizice ale unui fluid pot fi exprimate matematic în funcție de viteza curgerii. Urmează câteva exemple cunoscute.

### Curgere staționară
Se spune că o curgere este staționară dacă {\displaystyle \mathbf {u} } nu variază în timp, adică
{\displaystyle {\frac {\partial \mathbf {u} }{\partial t}}=0.}

### Curgere incompresibilă
Dacă o curgere este incompresibilă, atunci divergența lui {\displaystyle \mathbf {u} } is zero:
{\displaystyle \nabla \cdot \mathbf {u} =0.}
Adică dacă {\displaystyle \mathbf {u} } este un câmp solenoidal.

### Curgere irotațională
O curgere este este irotațională dacă rotorul lui {\displaystyle \mathbf {u} } este zero:
{\displaystyle \nabla \times \mathbf {u} =0.}
Adică dacă {\displaystyle \mathbf {u} } este un câmp vectorial conservativ⁠(d).
O curgere irotațională într-un domeniu simplu conex poate fi descrisă ca fiind potențială, prin utilizarea potențialului vitezei {\displaystyle \Phi ,} cu {\displaystyle \mathbf {u} =\nabla \Phi .} Dacă fluxul este atât irotațional, cât și incompresibil, laplacianul potențialului vitezei trebuie să fie zero: :{\displaystyle \Delta \Phi =0.}

### Vorticitate
Vorticitatea unei curgeri, {\displaystyle \omega }, poate fi definită în funcție de viteza curgerii prin
{\displaystyle \omega =\nabla \times \mathbf {u} .}
Dacă vorticitatea este zero, curgerea este irotațională.

## Potențialul vitezei
Dacă o curgere irotațională se efectuează într-un domeniu simplu conex, atunci există un câmp scalar {\displaystyle \phi } astfel încât
{\displaystyle \mathbf {u} =\nabla \mathbf {\phi } .}
Câmpul scalar {\displaystyle \phi } se numește potențialul vitezei curgerii.

## Viteza medie
În multe aplicații de inginerie viteza locală a curgerii câmpului vectorial {\displaystyle \mathbf {u} } nu este cunoscută în fiecare punct și singura viteză accesibilă este viteza medie a curgerii, {\displaystyle {\bar {u}},} (cu dimensiunea uzuală lungime/timp), definită ca raportul dintre debitul volumic {\displaystyle {\dot {V}}} (cu dimensiunea lungime la puterea a treia/timp) și aria secțiunii transversale {\displaystyle A} (cu dimensiunea lungime la puterea a doua):
{\displaystyle {\bar {u}}={\frac {\dot {V}}{A}}}.